# Рановский
Рановский — опустевший хутор в Иловлинском районе Волгоградской области России. Входит в состав Новогригорьевского сельского поселения.

## История
В соответствии с Законом Волгоградской области от 14 марта 2005 года № 1027-ОД «Об установлении границ и наделении статусом Иловлинского района и муниципальных образований в его составе», хутор вошёл в состав образованного Новогригорьевского сельского поселения.

## География
Расположен на в центральной части региона, в лесной зоне, в долине реки Дон, на Донской гряде в южной части Приволжской возвышенности, на заповедной территории (Государственный природный заказник «Задонский»).
Уличная сеть состоит из одного географического объекта: ул. Лесная.
Абсолютная высота 44 метра над уровнем моря.

## Население
| 2010 |
| ---- |
| 0    |

Национальный состав
Согласно результатам переписи 2002 года, в национальной структуре населения
даргинцы составляли 80 % из общей численности населения в 10 чел..

## Инфраструктура
Было развито личное подсобное хозяйство.

## Транспорт
Просёлочные дороги.